# Murski Črnci

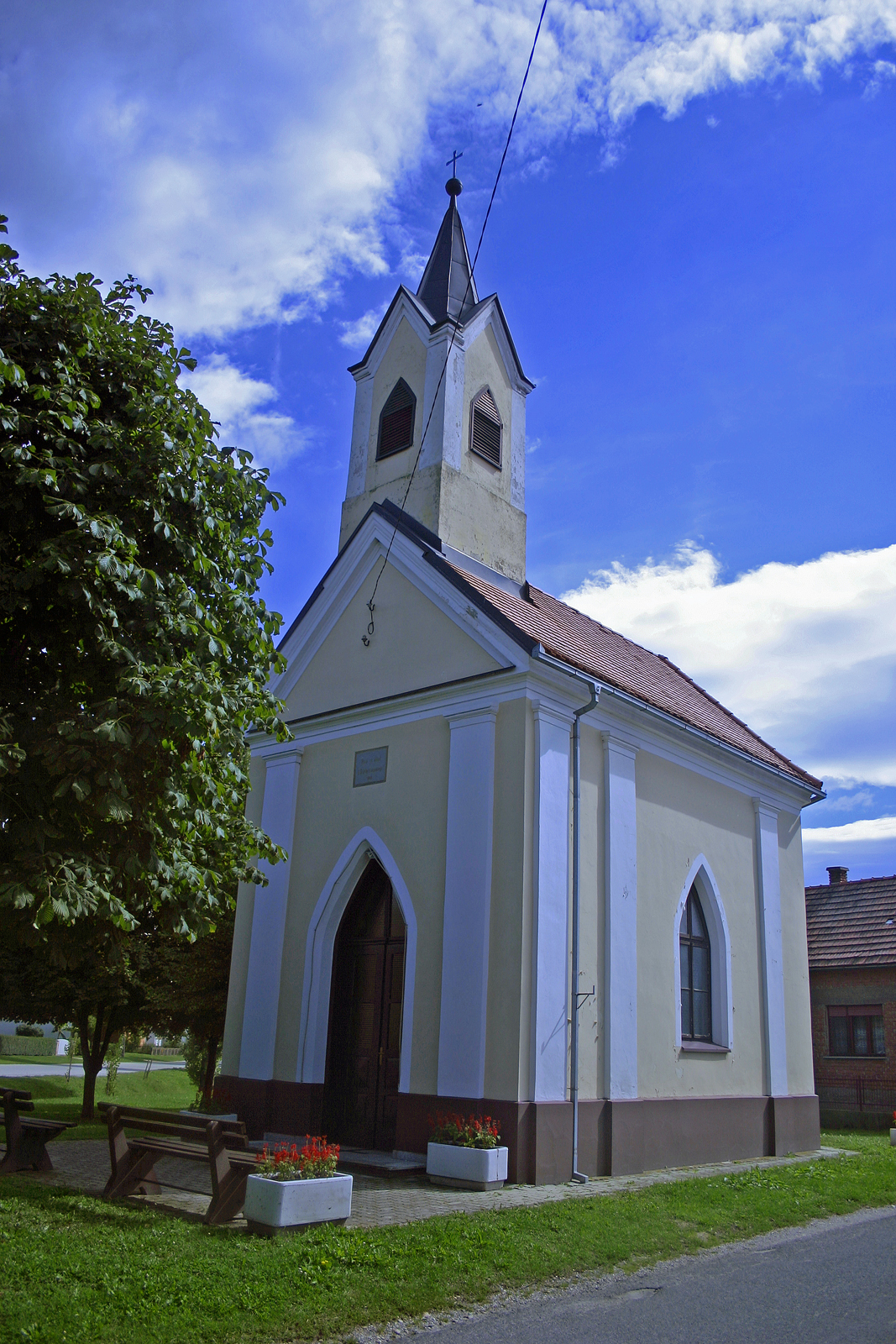
Kapelle im Ort

Murski Črnci (deutsch: Deutschendorf, ungarisch: Muracsermely) ist ein Dorf in der Gemeinde Tišina der Region Prekmurje im Nordosten Sloweniens.
Eine kleine Marien-Kirche inmitten des Dorfes prägt das Ortsbild. Die Kirche ist im neugotischen Stil gehalten und wurde um ca. 1896–1897 erbaut.